# 뱃놀이

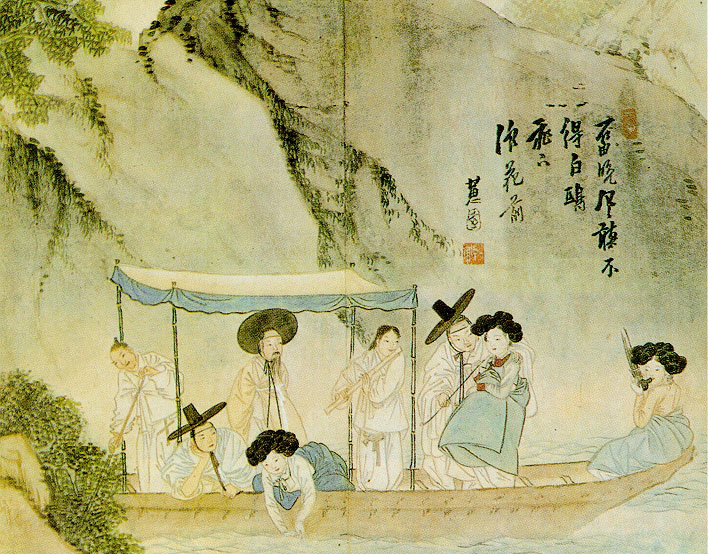
《주유청강》. 신윤복

뱃놀이, 또는 선유(船遊)는 못이나 강에 배를 띄우고 즐기는 한국의 민속놀이이다. 주로 조선 시대의 양반들을 중심으로 행해졌으며, 배를 띄운 뒤에 주변의 경치를 감상하며 시를 짓거나 노래를 부르고 잡은 물고기를 먹으며 풍류를 즐겼다.